# 西游伏妖篇
《西遊伏妖篇》是中国古装魔幻喜剧片，由周星驰监制，徐克导演。由吴亦凡、林更新、姚晨、林允領銜主演。本片為电影《西游·降魔篇》的續作，但兩部作品的劇情並無直接關連。演員方面，也與前作有著很大的差異。電影於2017年1月28日（大年初一）正式於中國大陸上映。

## 劇情
作為《西遊降魔篇》的後續，在前作中唐三藏感化殺死段小姐的孫悟空，並收其為徒後，帶著孫悟空、豬八戒及沙悟淨踏上取西經之路。表面上師徒四人一片和諧，但其實卻暗中互相對抗，面和心不和。在經歷過一連串捉妖事件之後，師徒間開始互相體諒到對方的苦處與心結。最終化解内部矛盾，同心合力。師徒四人也在取經的過程中有著個各自的成長與改變，成為一個無堅不摧的驅魔團隊。

## 演員
| 演員                 | 角色       | 备注                                                     | 粤語配音                                                                     |
| 吳亦凡               | 唐僧       | 陳玄奘                                                   | 林一峰                                                                       |
| 林更新               | 孫悟空     | 大師兄，於上集殺害段小姐，頭戴段小姐的無定飛環           | 譚俊彥                                                                       |
| 姚晨                 | 九宮真人   | 原為如來座下的九頭金雕，私逃至人間化為比丘國國師，大反派 | 冼色麗                                                                       |
| 林允                 | 小善       | 白骨精，對唐僧動真心，最後被唐僧超度                     | 謝依晴                                                                       |
| 巴特爾               | 沙悟淨     | 真身為大魚，打噴嚏會轉換妖人形體                         | 火火                                                                         |
| 王麗坤               | 戚秦氏     | 蜘蛛精，嫵媚妖艷，勾引唐僧                               |                                                                              |
| 楊一威 汪鐸 (變臉後) | 豬悟能     | 豬剛鬣，擅於變臉，好色                                   | 李尚正                                                                       |
| 王超                 | 猪妖       |                                                          |                                                                              |
| 包貝爾               | 比丘國國王 | 被紅孩兒假扮                                             | 田啟文                                                                       |
| 大鵬                 | 道士       |                                                          |                                                                              |
| 張美娥               |            | 戚秦氏兩位乾女兒之一                                     |                                                                              |
| 程思寒               | 無名師傅   |                                                          | 羅家英                                                                       |
| 舒淇                 | 段小姐     | 友情演出，於上集被孫悟空打死，出現在唐僧的回憶及幻想中   | 舒淇                                                                         |
| 周星馳               | 清潔工     | 片尾彩蛋                                                 | 周星馳                                                                       |
| 徐克                 | 清潔工     | 片尾彩蛋                                                 | 徐克                                                                         |
| 楊能                 | 電影院觀眾 | 片尾彩蛋                                                 |                                                                              |
| 李尚正               | 電影院觀眾 | 片尾彩蛋                                                 |                                                                              |
|                      |            |                                                          | 周恩恩 陳苑熒 周志輝 張兆文 楊啟健 鄧國明 姜麗儀 莊巧兒 姚詠欣 張國洪 陳基惠 |

## 主創
監製/編劇：周星馳
監製/導演/編劇/剪輯：徐克
監製：施南生
動作導演：元德
攝影指導：蔡崇輝
美術總監：赤塚佳仁 
領銜主演：吳亦凡、林更新、姚晨、林允
主演：巴特爾、王麗坤、楊一威、王超、汪鐸
友情客串：董成鵬（大鵬）、包貝爾
出品人：喇培康、周星馳、楊巍、王譯可、韋傑、周文姬、李捷、曾茂軍、劉榮、李曉東、徐天福、鄭志昊、陳礪志、蔡元、王中軍

## 發行

### 評價
《西游伏妖篇》獲得的評價毀譽參半，時光網超過二萬人評分，評分為6.1。豆瓣評分5.5。

### 票房
中國首映當天票房超過3.45億人民幣，打破之前《美人魚》（2016年）的2.7億人民幣紀錄。但在破紀錄後，電影票房從第三天起便開始明顯下滑。
香港取得2440万港币，位列香港年度华语片第三位。
| 上一届： 《星際過客》 | 2017年中国内地一周票房冠军 第5週 | 下一届： 《功夫瑜伽》 |

## 奬項及提名
| 年度   | 頒獎典禮             | 獎項             | 姓名                     | 结果 |
| ------ | -------------------- | ---------------- | ------------------------ | ---- |
| 2018年 | 第23屆華鼎獎         | 最佳女配角       | 林允                     | 提名 |
| 2018年 | 第37屆香港電影金像獎 | 最佳美術指導     | 赤塚佳仁、廖惠麗、郭鐘山 | 提名 |
| 2018年 | 第37屆香港電影金像獎 | 最佳服裝造型設計 | 余家安、利碧君           | 獲獎 |
| 2018年 | 第37屆香港電影金像獎 | 最佳音響效果     | 曾景祥、姚俊軒           | 提名 |
| 2018年 | 第37屆香港電影金像獎 | 最佳視覺效果     | 朴英秀、金旭             | 提名 |

## 外部連結
- 互联网电影数据库（IMDb）上《西游伏妖篇》的资料（英文）
- 爛番茄上《西游伏妖篇》的資料（英文）
- AllMovie上《西游伏妖篇》的资料（英文）
- Box Office Mojo上《西游伏妖篇》的資料（英文）
- Metacritic上《西游伏妖篇》的資料（英文）
- 開眼電影網上《西游伏妖篇》的資料（繁體中文）
- 豆瓣电影上《西游伏妖篇》的資料 （简体中文）
- 时光网上《西游伏妖篇》的資料（简体中文）